# Stigmella hissariella
Stigmella hissariella là một loài bướm đêm thuộc họ Nepticulidae. Loài này có ở Tadzhikistan.
Ấu trùng ăn Crataegus species.